# Sólo para fanáticos
Sólo para fanáticos es el primer álbum compilación de la banda mexicana de hip hop Control Machete, Fue lanzado al mercado el 19 de marzo del 2002.

## Canciones
1. "Si Señor"
2. "¿Comprendes, Mendes?"
3. "Así Son Mis Días [Remix]" Tiro de Gracia & Tea-Time
4. "Pesada (Con Maigaz)"
5. "Danzón"
6. "Presente"
7. "Grita"
8. "Ladre el Desmadre"
9. "La Lupita"
10. "Desde la Tierra (El Tercer Planeta)"
11. "Cheve"
12. "Mexican Curios"

- Datos: Q6137320